# 马里安·恩古瓦比
马里安·恩古瓦比（法語：Marien Ngouabi；1938年12月31日—1977年3月18日）是剛果（布）軍事將領、剛果勞動黨創始人。1969年1月1日—1977年3月18日，任剛果（布）總統。
1970年，其在任上将國號由刚果共和国改為剛果人民共和國，確立社会主義制度於非洲實現的理想，并在苏联和东欧各国的支持下，逐步废除法国遗留的大量政治、经济旧制度，並将大部分私营企业、外资企业收归国有。
1977年3月18日，恩古瓦比在一次未遂政变中遇刺身亡，死时其手中还紧握着自己的佩枪。次日，刚果人民共和国政府宣布，前总统阿方斯·马桑巴-代巴（同年3月25日被处以死刑）在中非帝国的支持下，组织并策划了企图杀死恩古瓦比，并重夺权位的阴谋。3月19日起，刚果人民共和国全境为恩古瓦比之死降半旗七天。
恩古瓦比逝世後，其官邸各種陳設原封不動地保留下來，改為恩古瓦比博物館（1991年改名為刚果共和国歷史博物館），政府在官邸正前方修建了恩古瓦比紀念堂作為其陵寢，恩古瓦比的遺體也安葬於此陵寢之內。刚果第一所大学也被命名为马里安·恩古瓦比大学以向他致敬。

## 恩古瓦比社会主义
恩古瓦比提倡的社会主义思想被称为“恩古瓦比社会主义”。恩古瓦比时期，刚果劳动党的纲领明确表示要在刚果建立一个没有剥削的社会，创建一个人人幸福、正义与和平的社会主义社会。恩古瓦比坚信，社会主义只有一种形式，即基于马克思和恩格斯理论的科学社会主义，并认为不存在所谓的“非洲社会主义”。他主张独立后的非洲国家应建立社会主义以取代资本主义，认为只有社会主义才能确保独立和社会进步，回归传统社会则等同于自杀。他指出，刚果社会是一个阶级社会，部分阶级对其他阶级进行剥削，双方之间存在对抗性的矛盾，因此有必要对生产资料实行社会主义所有制。当前，刚果面临的主要矛盾是人民与帝国主义之间的矛盾，解决这个矛盾后，才能进入社会主义阶段。恩古瓦比认为，刚果的革命有利于所有被剥削阶级，因此工人阶级应与农民和革命知识分子联合成统一战线。中等民族资产阶级、小商人、手工业者及各种宗教团体也应团结在反帝的行列中。刚果劳动党执政后，在强化国家政权建设的同时，确立了以下奋斗目标与原则：实现经济独立，推行计划经济，健全和扩大国营部门，鼓励民族私人资本，逐步消灭外国资本企业；土地归人民所有，建立农民合作社；工业作为决定因素，农业为发展基础；消除社会不平等，推行充分就业政策，消灭文盲；最终目标是实现主要生产资料的社会化。建设社会主义应以自力更生为主，外援为辅。1977年，刚果劳动党内部斗争加剧，恩古瓦比遭刺杀，之后恩古瓦比社会主义逐渐失去了发展势头。